# Kiel Auditorium
El Kiel Auditorium fue un pabellón deportivo situado en la ciudad de San Luis, Misuri entre 1934 y 1991. Fue la sede del equipo de baloncesto de los Billikens de la Universidad de St. Louis durante más de 50 años, y también donde disputaba sus partidos de casa los St. Louis Hawks de la NBA entre 1955 y 1968.

## Historia
La construcción del pabellón concluyó en 1934, y tuvo un coste de 6 millones de dólares. En un principio se le denominó Municipal Auditorium, pero fue renombrado en 1943 en honor del alcalde de esa ciudad Henry Kiel. Una característica singular del auditorium es que tenía la posibilidad de dividirse en dos partes, considerándose la parte delantera del mismo el Kiel Opera House, con la posibilidad de ser usados ambos escenarios a la vez. El presidente de los Estados Unidos Harry Truman llegó a dar un discurso allí utilizando ambas superficies simultáneamente.
Entre las décadas de los 50 y los 70 estuvo considerado, tras el Madison Square Garden de Nueva York, el más famoso pabellón donde se disputaba el wrestling, siendo la sede en tres ocasiones del título mundial de los pesos pesados de la National Wrestling Alliance. Fue demolido en 1992.

## Principales acontecimientos
Además de los mencionados, el Kiel Auditorium fue la sede de 3 All-Star Game de la NBA, en los años 1958, 1962 y 1965. También se disputó allí la fase final del torneo de la Missouri Valley Conference de la NCAA en 1991. Al margen del deporte, fue la sede en 1955 de la segunda conferencia internacional de Alcohólicos Anónimos, además de albergar innumerables conciertos de música  con gente tan conocida como Elvis Presley, Grateful Dead, Iron Maiden, Jackson Five, Queen, The Rolling Stones o Chuck Berry. Tras su demolición, este tipo de actos se trasladaron al St. Louis Arena.